# Camp Schurman
Le camp Schurman est un refuge de montagne et une station de rangers du comté de Pierce, dans l'État de Washington, aux États-Unis. Situé à 2 883 mètres d'altitude sur les pentes nord-est du mont Rainier, dans la chaîne des Cascades, il est protégé au sein du parc national du mont Rainier. Il a été construit de 1958 à 1961.